# Bleeker (groupe)
Pour les articles homonymes, voir Bleeker (homonymie).
Bleeker, anciennement connu sous le nom de Bleeker Ridge, est un groupe de rock canadien, originaire d'Orillia, en Ontario. Il est composé de Taylor Perkins, Cole Perkins, Mike Vandyk et Chris Dimas.

## Biographie
Bleeker Ridge a été formé par deux duos de frères : Taylor et Cole Perkins, avec Dan et Dustin Steinke. Ils se rencontrés en 2003 tous les quatre chez un disquaire à Orillia, en Ontario. Cole Perkins et Dan Steinke étaient alors âgés de 12 ans. Ils ont d'abord commencé à jouer des reprises de chansons de Jimi Hendrix et Joe Walsh avant de sortir deux albums : Undertow (2004) et The Rain (2007). Le groupe a été repéré par divers membres de l'industrie de la musique mais était souvent considéré comme trop jeune. Joe Kresta, directeur A&R, a vu le groupe se produire en 2005 lorsqu'il travaillait pour Universal Music Canada. Kresta a déclaré qu'il était « totalement émerveillé par ce que ces jeunes de 14 ans faisaient, ils étaient torses nus, cheveux longs et c'était presque étrange, ces voix et ce son sortant de ces petits gars. Ils sortaient des riffs de guitare de gars ayant trois fois leur âge, mais je n'étais pas dans en recherche de talents à l'époque, alors je suis parti en pensant : « Hé, c'était vraiment quelque chose de spécial », mais ils n'ont pas encore trouvé leur propre identité. »
Le nom du groupe Bleeker Ridge fait référence aux noms des rues où vivaient les deux duos de frères : les Perkins vivaient sur Bleeker St. et les Steinke vivaient sur Ridge Ave. Le groupe a ensuite signé avec Roadrunner Records . À l'été 2010, le groupe a fait une tournée au Canada en tant que première partie d'Airbourne, accompagné de Social Code. Ils sortent l'album Small Town Dead, produit par Bob Marlette, le 21 septembre 2010 au Canada. Le premier single de l'album est la chanson titre Small Town Dead qui atteint le top 10 des charts Canadian Active Rock.
Au printemps 2011, Bleeker Ridge a participé à l'étape canadienne du Jagermiester Music Tour aux côtés de My Darkest Days, Papa Roach et Buckcherry. Durant cette même année, ils sortent également les singles You Would've Liked It et Sick of You. Mike « Dutch » Vandyk rejoint le groupe peu de temps après la sortie de l'album. Mike avait été bassiste lors de sessions d'enregistrement et de la tournée du groupe. En avril 2013, Bleeker Ridge a sorti Last Cigarette en tant que single de leur prochain album Four, suivi de Go Home quelques mois plus tard. Le 4 juin 2013, l'album Four de Bleeker Ridge paraît. Après avoir terminé l'enregistrement de leur nouvel album avec James Michael, qui avec Nikki Sixx et DJ Ashba forment le groupe Sixx:AM, Dustin est invité à jouer de la batterie avec eux lors de leurs débuts japonais au Nippon Budokan le 19 février 2015 dans le cadre du VampPark Fest organisé par le groupe de rock Vamps . Après ce concert réussi, ils lui demandent de participer à leur première tournée, le Modern Vintage Tour.
En janvier 2016, Dustin quitte le groupe et signe avec Sixx:AM. Bleeker Ridge change alors de nom et devient Bleeker. Quelques mois plus tard, Dan quitte à son tour le groupe. Cette même année, le 21 octobre, Bleeker sort l'album Erase You. En 2017, Bleeker a été nommé en tant que découverte de l'année aux Juno Awards. Le 1er mai 2023, Bleeker sort son nouvel album Self-Made.

## Membres

### Membres actuels
- Taylor Perkins - chant (depuis 2003)
- Cole Perkins - guitare solo, chœurs (depuis 2003)
- Mike Vandyk - guitare basse (depuis 2003)
- Chris Dimas – batterie, (depuis 2016)

### Anciens membres
- Dustin Steinke – batterie, chœurs (2003—2016)
- Dan Steinke – guitare, chœurs (2003—2016)

## Discographie

### Albums studio
- 2004 : Undertow (sous le nom de Bleeker Ridge)
- 2007 : The Rain (sous le nom de Bleeker Ridge)
- 2010 : Small Town Dead (Roadrunner (sous le nom de Bleeker Ridge)
- 2013 : Four (Black Rose Communications ; sous le nom de Bleeker Ridge)
- 2016 : Erase You (Five Seven)
- 2023 : Self-Made (Five Seven)

### Singles
| Small Town Dead                                                                                 | 2010 | —  | —  | —  | —  | Small Town Dead |
| Last Cigarette                                                                                  | 2013 | —  | —  | —  | —  | Four            |
| Highway                                                                                         | 2016 | 4  | 31 | 11 | 31 | Erase You       |
| Where's Your Money                                                                              | 2017 | 30 | —  | —  | —  | Erase You       |
| James Dean                                                                                      | 2018 | —  | —  | —  | —  | —               |
| Straight for the Money                                                                          | 2019 | —  | —  | —  | —  | Self Made       |
| Running Through the Flames                                                                      | 2019 | —  | —  | —  | —  | Self Made       |
| Give A Little Bit More (Disaster)                                                               | 2020 | —  | 34 | —  | —  | Self Made       |
| Problems                                                                                        | 2020 | —  | —  | —  | —  | Self Made       |
| No Rain                                                                                         | 2020 | —  | —  | —  | —  | —               |
| « - » désigne un single qui n'a pas été enregistré ou qui n'a pas été publié sur ce territoire. |      |    |    |    |    |                 |

### Clips
| Année | Chanson                | Réalisateur      |
| ----- | ---------------------- | ---------------- |
| 2010  | Small Town Dead        |                  |
| 2011  | Sick of You            | Cody Calahan     |
| 2016  | Highway                | Ben Guzman       |
| 2017  | Where's Your Money     | Frankie Nasso    |
| 2019  | Straight For The Money | Stefano Bertelli |
| 2020  | Disaster               |                  |
| 2020  | Problems               | Brendan Barnard  |

## Prix Juno
Les Prix Juno sont organisés par l’académie canadienne des arts et des sciences de l’enregistrement. Bleeker a reçu une nomination.
| Année | Travail nommé | Catégorie             | Résultat   |
| ----- | ------------- | --------------------- | ---------- |
| 2017  | Bleeker       | Découverte de l'année | Nomination |